# 黃功懋
黄功懋，字懋赏，號謙寰，福建闽县人。明朝政治人物。

## 生平
萬曆十三年（1585年）乙酉科福建鄉試舉人，十七年（1589年）己丑科二甲三十九名進士，兵部觀政，十八年十月授户部主事，二十年管小滩，二十一年升员外郎，二十二年升戶部郎中，二十三年出知浙江嚴州府，以治行优，二十七年改湖州府。

## 家族
曾祖黄函隆，驛丞，贈工部主事。祖黄鑑，贈工部主事。父黄忠，儒官。